# Col de Manse
De Col de Manse is een 1269 meter hoge bergpas in het Franse departement Hautes-Alpes.

## Geografie

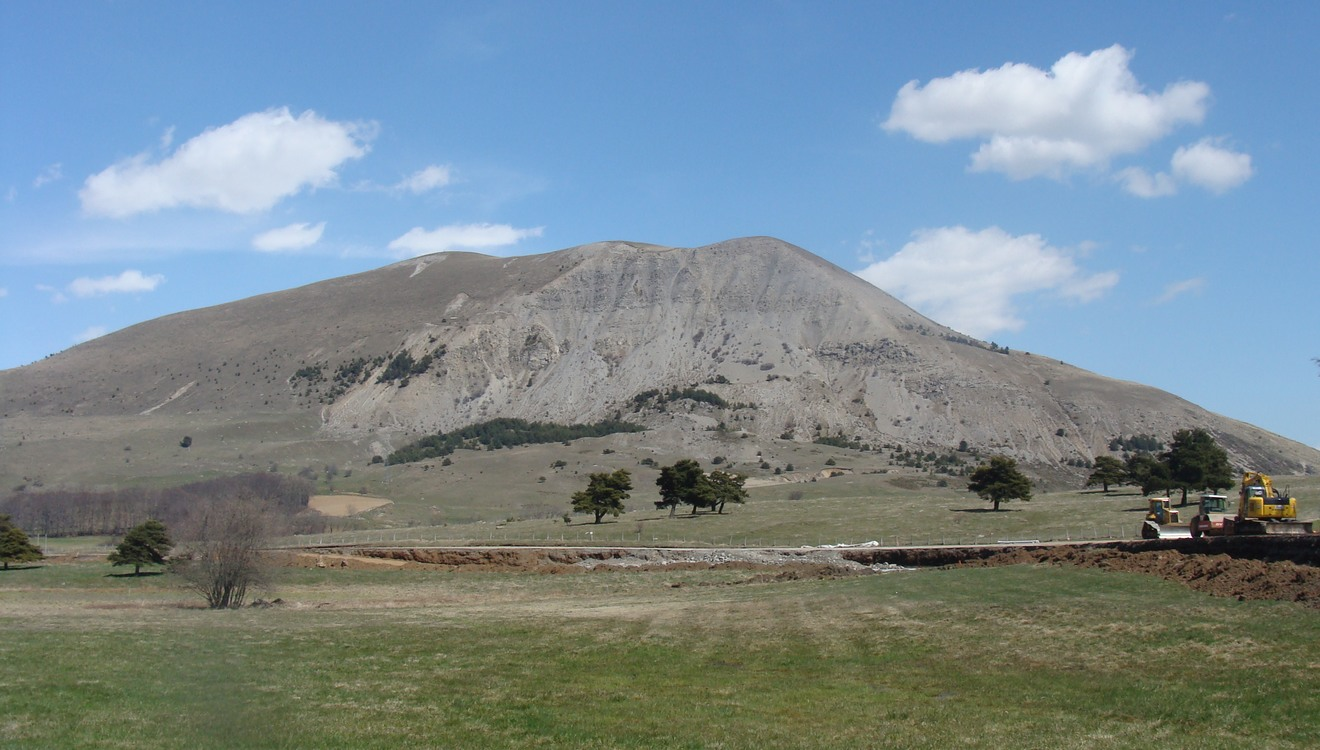
De Puy de Manse gezien vanaf de col

De Col de Manse is de belangrijkste verbinding tussen de vallei van Gap en de Haut Champsaur-vallei. De weg over de pas (de RD944) verbindt Gap met Orcières.
Ten westen ligt de Col Bayard (1248 meter) en ten oosten de Col de Moissière. Tussen de Col de Manse en de Col Bayard ligt het Plateau de Bayard en de 1617 meter hoge top Puy de Manse scheidt de Col de Manse van de Col de Moissière.
Manse is ook de naam van een buurtschap in de gemeente Forest-Saint-Julien, die is gelegen aan de noordzijde van de col.

## Wielrennen
De Manse is ook bekend in de wielersport. In de Ronde van Frankrijk van 1972 werd deze beklimming opgenomen in de twaalfde etappe tussen Carpentras en Orcières-Merlette. De Portugees Joaquim Agostinho kwam toen als eerste over de top (3e categorie). In de 15e etappe van de Ronde van Frankrijk van 1989, tussen Gap en Orcières-Merlette kwam Steven Rooks hier als eerste boven (1e categorie). 
In het slot van de negende etappe van de Ronde van Frankrijk van 2003 zette de groep der favorieten in snikhete omstandigheden de achtervolging in op vluchter Alexandre Vinokourov in de afdaling van de Côte de la Rochette na de korte beklimming van de Col de Manse, toen Joseba Beloki de controle over zijn fiets verloor op het gesmolten asfalt. De Spaanse kopman van Once-Eroski brak zijn heup, sleutel- en dijbeen. Lance Armstrong, die achter Beloki reed, bleef lucide en dook een dor grasveld in. Armstrong sprong vervolgens over een beek zoals een veldrijder, waarna hij met zijn concurrenten de achtervolging voortzette. Vinokourov won uiteindelijk de etappe. 
In 2011 was de Col de Manse opgenomen als 2e categoriebeklimming, in de 16e etappe, tussen Saint-Paul-Trois-Châteaux en Gap. De Canadees Ryder Hesjedal kwam ditmaal als eerste boven. In 2013 wordt de Col de Manse zelfs twee keer beklommen in de 16e etappe en 18e etappe. In de zestiende etappe kwam de Portugees Rui Costa hier solo boven en won bovendien de rit met aankomst in Gap.
| Jaar | Etappe | Categorie | Start                     | Finish            | Eerste boven      |
| ---- | ------ | --------- | ------------------------- | ----------------- | ----------------- |
| 1971 | 12     | -         | Orcières-Merlette         | Marseille         |                   |
| 1972 | 12     | 3         | Carpentras                | Orcières-Merlette | Joaquim Agostinho |
| 1972 | 13     | 4         | Orcières-Merlette         | Briançon          |                   |
| 1989 | 15     | 1 (ITT)   | Gap                       | Orcières-Merlette | Steven Rooks      |
| 2011 | 16     | 2         | Saint-Paul-Trois-Châteaux | Gap               | Ryder Hesjedal    |
| 2013 | 18     | 2         | Gap                       | Alpe d'Huez       | Ryder Hesjedal    |
| 2013 | 16     | 2         | Vaison-la-Romaine         | Gap               | Rui Costa         |
| 2015 | 16     | 2         | Bourg-de-Péage            | Gap               | Rubén Plaza       |
| 2024 | 18     | 3         | Gap                       | Barcelonnette     | Oier Lazkano      |